# Graafschap Henegouwen

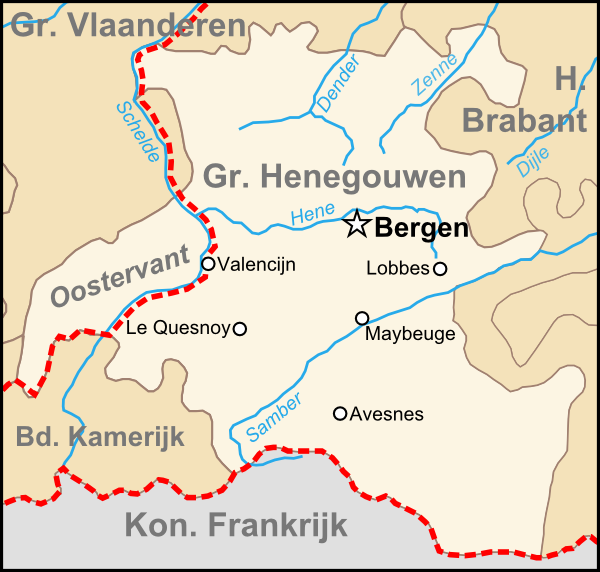
Topografische kaart van het graafschap Henegouwen in de late 14e eeuw.

Het graafschap Henegouwen was een vorstendom dat zijn naam heeft ontleend aan de reeds tijdens de Karolingische periode bestaande Henegouw (pagus Hanoniensis), die later het zuidelijk deel van het graafschap vormde. Het noordelijke deel van het graafschap (ten noorden van de rivier de Hene) komt voort uit de Brabantgouw.

## Ontstaan
Het eigenlijke graafschap Henegouwen vindt zijn institutionele grondslag in de vereniging van drie grafelijke entiteiten:
- Het allodiale graafschap Bergen (ten zuiden van de rivier de Hene), een stamgraafschap van de Reiniers, in 998 door Reinier IV van Bergen verworven.
- Het zuidelijke graafschap uit de Brabantgouw (het deel van Henegouwen ten noorden van de Hene), een hertogelijk leen dat omstreeks 1024 werd verworven door graaf Reinier V van Bergen, mede dankzij zijn huwelijk met Mathilde, een dochter van Herman van Ename, gouwgraaf van Brabant (broer van de toenmalige hertog van Neder-Lotharingen); dit gebied wordt wel het graafschap Chièvres genoemd.
- Het markgraafschap Valencijn, een rijksleen dat ca. 1045 ontnomen werd aan Boudewijn V van Vlaanderen wegens diens rebellie tegen keizer Hendrik III. Vermoedelijk werd dit aansluitend aan Reinier van Hasnon, vader van Richilde van Henegouwen, in leen gegeven. Na diens dood (ca.1049) maakte Richilde alleszins erfelijke aanspraak op het graafschap. In haar naam werd het rijksleen aan haar echtgenoot Herman van Bergen toegewezen.

Na haar catastrofale nederlaag in de Slag bij Kassel (1071) probeerde Richilde van Henegouwen haar graafschappen en allodia te gelde te maken bij de Duitse keizer. Deze gaf opdracht aan de bisschop van Luik om de goederen aan te kopen. Vervolgens werd het geheel van de feodia als het gerefeodeerde graafschap Henegouwen in leen gegeven aan de hertog van Neder-Lotharingen, die het op diens beurt in 1071 in leen teruggaf aan Richilde van Henegouwen.

## Latere geschiedenis
Ook met het graafschap Vlaanderen realiseerden de graven van Henegouwen goede bindingen. Via het huwelijk van Boudewijn VI van Vlaanderen met Richilde van Henegouwen (onwettig huwelijk in 1051; enkele jaren later gewettigd door paus Leo IX) werden de graafschappen reeds korte tijd verenigd, namelijk tot de dood van Boudewijn VI van Vlaanderen in 1070. Deze situatie werd definitief beslecht door de Slag bij Kassel (1071).
Latere huwelijksallianties tussen Vlaanderen en Henegouwen zorgden ervoor dat beide graafschappen in een personele unie tot in 1278 met elkaar verbonden bleven. Maar de twee huwelijken van Margaretha van Constantinopel zorgden ervoor, dat ze voor lange tijd gescheiden werden.
Van 1280 tot 1356 werd Henegouwen geregeerd door het huis Avesnes, dat vanaf 1299 in een personele unie ook heerste over de graafschappen Zeeland en Holland.
In 1356 kwam Henegouwen in handen van het Beierse Huis en vanaf 1433 in die van de hertogen van Bourgondië. Zo werd het deel van de Zeventien Provinciën. Sindsdien werd het graafschap bestuurd door een grootbaljuw.
Op 2 november 1714 gelastte keizer Karel VI de graaf van Königsegg in zijn naam bezit te nemen van de verschillende grondgebieden die volgens het Verdrag van Utrecht (1713) toekwamen aan de Oostenrijkse Nederlanden, zodra het Barrièretraktaat (15 november 1715) ze tot zijn beschikking zou stellen. Henegouwen vormde daar een belangrijk onderdeel van.
In 1790 was het graafschap Henegouwen een van de stichtende leden van de Verenigde Nederlandse Staten.
Een deel van het graafschap werd geannexeerd door Frankrijk onder Lodewijk XIV van Frankrijk, en ging samen met het geannexeerde deel van het graafschap Vlaanderen de zelfstandige Franse provincie Flandre vormen. Deze provincie werd bij de Franse Revolutie het Noorderdepartement.
Bij de Franse annexatie in 1795 werd het Nederlands gebleven deel van Henegouwen opgenomen in het departement Jemmape, later Jemappes.

## Hedendaagse begripsinhoud

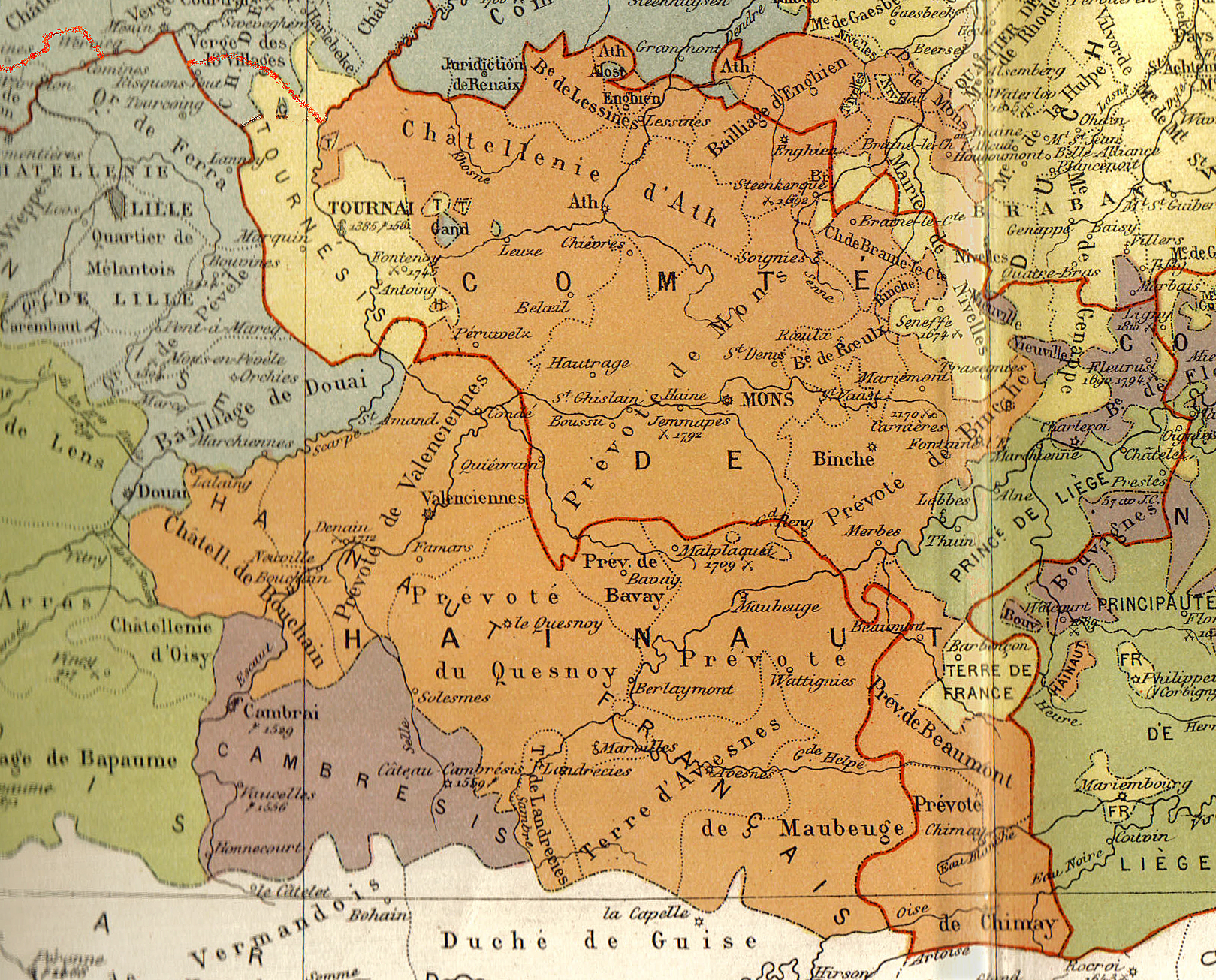
Graafschap Henegouwen met de huidige Frans-Belgische grens dwars door Henegouwen. Het zuidelijke deel is Frans-Henegouwen.

Het moderne Henegouwen is een provincie van het Waals Gewest alhoewel er in het westen van deze provincie Picardisch wordt gesproken, zoals in Doornik, Aat en Bergen. Dit in tegenstelling tot Charleroi en Thuin. Het is ongeveer half zo groot als het vroegere graafschap. De andere helft, beter bekend als Frans-Henegouwen, ligt in het Franse Noorderdepartement. In dat deel van Henegouwen is ook Valenciennes (Valencijn) gelegen, dat een van de hoofdsteden van het graafschap was.